# Unione degli universitari
L'Unione degli universitari (UDU) è un'associazione studentesca universitaria di ispirazione sindacale. Ne fanno parte 28 gruppi organizzati nelle principali università italiane. Nasce nel 1994 dopo una serie di assemblee avvenute in diverse città italiane organizzate da preesistenti associazioni studentesche. L'associazione si colloca nella storia e nella cultura politica della sinistra.
Ha un patto di lavoro con la Rete degli studenti medi e con la CGIL, con la quale collabora sui temi del lavoro e del sociale.

## Storia

### Dalla nascita agli anni 2010
- marzo 1994 - vengono indette le prime assemblee per la costituzione dell'UDU con il nome: "verso l'Unione degli universitari".
- novembre 1994 - viene depositato lo statuto nazionale.
- dicembre 1994 - primo congresso a Siena. Le associazioni locali fondatrici provengono da: Pavia, Siena, Pisa, Roma, Foggia, L'Aquila, Padova, Milano, Napoli.
- autunno 1995 - Primo seminario nazionale, presso l'ex Istituto di studi comunisti a Frattocchie (Roma). Interviene il ministro Giorgio Salvini in rappresentanza del governo di Lamberto Dini. Principali temi del dibattito sono la tassa sul diritto allo studio, la piattaforma politica dell'UDU e l'organizzazione interna della confederazione.
- maggio 1996 - Coordinamento nazionale a Roma: l'Ulivo ha vinto le elezioni e l'UDU discute di come rapportarsi con il governo.
- settembre 1996 - Coordinamento nazionale.
- 12 ottobre 1996 Confronto per la riforma dell'università con il Ministero della pubblica istruzione con a capo Luigi Berlinguer. L'UDU propone una riforma del sistema di diritto allo studio: durante il XIII Legislatura della Repubblica Italiana dell'Ulivo (1996-2001) le borse di studio aumentarono fino al numero di 80.000 e venne istituita una tassa regionale per il diritto allo studio.
- ottobre 1996 - Secondo seminario nazionale a Frattocchie. Discussione incentrata sulle leggi delega che il Ministero dell'Istruzione chiede per poter fare la riforma.
- aprile 1997 - II Congresso nazionale a Napoli.
- autunno 1997 - raccolta di firme a sostegno di una legge di iniziativa popolare sull'Università promossa dall'UDU.
- 16 ottobre 1997: manifestazione nazionale con l'UDS in tutte le città d'Italia, con uno spezzone universitario a Roma. Successivamente a Siena seminario con dibattito con Berlinguer.
- 13-15 marzo 1998 - Congresso nazionale a Chianciano dell'Unione degli studenti con forte discussione riguardante l'autonomia politica e nei rapporti col Pds e la Sinistra Giovanile, conclusasi ribadendo l'autonomia dell'UDS da qualsiasi partito politico.
- 27-29 marzo 1998 - seminario nazionale dell'UDU a Napoli centrato sul dibattito per la costituzione di una "Rete Studentesca".
- 7 maggio 1998 - mobilitazione nazionale dell'UDU e dei collettivi universitari, contemporanea ma su piattaforme diverse; l'UDU contro le scuole di specializzazione a numero chiuso e la contrattualizzazione tra studente e università inserita nella "bozza Martinotti" [4]; i collettivi contro l'intera Martinotti e la concertazione con il ministro Berlinguer portata avanti, a detta loro, dal "sindacatino ministeriale dell'Udu".
- luglio 1998 - campeggio a Roseto degli Abruzzi. Le principali associazioni studentesche europee di area progressista (Francia, Germania, Lussemburgo, Svizzera) si riuniscono per creare una piattaforma comune. Nasce la campagna (e il sito) "Students-in-action". Verso una mobilitazione europea degli studenti che si svolgerà nell'autunno.
- novembre 1998 – l'associazione calcola che in tutta Italia circa 20.000 studenti presentano ricorso contro il numero chiuso. L'UDU organizza una campagna fax presso Ministero e gruppi parlamentari.

1998 Manifestazione a Roma

- 20 novembre 1998: manifestazione nazionale a Roma di UDU e UDS ("diritto al futuro"). Al comizio partecipano rappresentanti dell'ESIB e altre organizzazioni studentesche europee. Il pomeriggio sit-in per la sanatoria organizzato dall'UDU, con alcune centinaia di studenti ricorsisti sotto al Ministero. Una delegazione viene ricevuta dal sottosegretario.
- dicembre 1998 - III Congresso nazionale dell'UDU, Pomezia: "Verso il sindacato degli studenti". Sono registrate circa 20 associazioni locali confederate, la collaborazione con un'altra decina di gruppi studenteschi locali, e circa 2000 iscritti all'UDU. Partecipano il segretario di Partito della Rifondazione Comunista Fausto Bertinotti e Pietro Folena del Pds.
- 24-25 marzo 1999 - prime elezioni del CNSU (Consiglio nazionale degli studenti universitari), un organo di rappresentanza nazionale degli studenti istituito con il D.P.R. n. 491 del 2 dicembre 1997. Si presenta una lista unitaria di sinistra dal nome "Unione degli Universitari - studenti di sinistra". I collettivi studenteschi presentano una lista coordinati dai Giovani comunisti. Gli Studenti di Sinistra di Firenze sono gli unici a non presentarsi alle elezioni e fanno un ricorso che vincono tre giorni prima delle elezioni annullandole. Negli stessi giorni il Ministro Zecchino licenzia la prima bozza di riforma, viste le posizioni politiche contrarie assunte già in precedenza dall'UDU avrebbe portato ad un voto contrario della rappresentanza omonima in CNSU, l'UDU protesta occupando i Rettorati[5].

- 20-22 maggio 1999 - Seminario nazionale a Siena con discussione sulla creazione delle mutue studentesche locali.
- 3 novembre 1999 - Zecchino licenzia il Dm 509. L'UDU ne chiede l'immediato ritiro.
- dicembre 1999 - manifestazione europea di UDU e UDS a Milano con lo slogan: "L'Italia è entrata in Europa la mia scuola no".
- primavera 2000 - assemblea nazionale di Santa Severa (Roma) con aspra discussione interna sul CNSU. A Vilnius in Lituania l'UDU diventa ufficialmente parte dell'Esib, l'organizzazione delle unioni studentesche europee.
- 7-8 maggio 2000 - si vota per le prime elezioni del CNSU. A pochi giorni dalla presentazione delle liste vengono rotte le trattative tra UDU e la Sinistra giovanile. I collettivi non si presentano. L'UDU presenta la sua lista con il nome "Unione degli Universitari, liste e associazioni indipendenti". La Sinistra giovanile presenta una lista dal nome "Liste di sinistra e studenti democratici". Per quest'ultima, per un vizio di forma, salta la lista al nord-est. Entrambe le liste raccolgono circa 19.000 voti, ma per quanto riguarda i seggi la bilancia pende a favore della Sinistra giovanile: 3 eletti per l'UDU, 5 per SG. Maggioranza netta degli studenti legati ad Ateneo Studenti (CLDS).
- dicembre 2000 - assemblea nazionale di UDU e UDS a Roma in via dei Frentani: il tema è l'autonomia sociale degli studenti. Comincia la valutazione dell'UDU sull'applicazione dell'autonomia didattica.
- 21 luglio 2001 - a Genova l'UDU partecipa, insieme all'UDS, alle manifestazioni anti-G8 partendo dal campeggio di Orbetello.
- 10-13 ottobre 2001 - IV Congresso nazionale dell'UDU a Trevi.
- 23 marzo 2002 - A Roma manifestazione organizzata dalla Cgil sull'articolo 18 dello Statuto dei lavoratori. L'UDU e l'UDS gestiscono 7 spezzoni nei 7 cortei. Grande presenza di studenti.
- maggio 2002 - assemblea a Bologna sull'applicazione della riforma universitaria, con Modica, presidente dei Rettori, e CNVSU.
- luglio 2002 - campeggio a Otranto.
- 12 ottobre 2002 - giornata nazionale di mobilitazione dell'UDU per il diritto allo studio. Tendopoli e assemblea nazionale in piazzale Aldo Moro alla "Sapienza" con Sergio Cofferati.
- novembre 2002 - Social Forum Europeo, assemblea studentesca promossa da UDU e UDS. Si lancia la mobilitazione europea per il 13 marzo 2003, contro i Gatts.
- dicembre 2002 - all'inaugurazione dell'anno accademico a Siena gli studenti in sala voltano le spalle al ministro Moratti.
- 9 dicembre 2002 - mobilitazione nazionale dell'UDU contro la finanziaria.
- 10 dicembre 2002 - assemblea della CRUI con dimissioni in massa dei Rettori mentre l'UDU lancia lo sciopero delle università per il 16 dicembre. Scattano le occupazioni: per primi Firenze, poi seguono Catanzaro, Cagliari, Siena, Perugia, Arezzo.
- 16 dicembre 2002 - viene lanciato un appello a docenti e rettori per protestare contro i tagli previsti nella Finanziaria 2003 per Università e Ricerca. L'iniziativa, promossa  dall'UDU: manifestazioni, assemblee e proteste in tutto il paese, da nord a sud. Ci sono mobilitazioni, sit-in e occupazioni in oltre 30 sedi universitarie[6] . Ma i rettori poi si accorderanno con il ministro.
- gennaio 2003 - Assemblea nazionale dell'UDU.
- 15 febbraio 2003 - manifestazione mondiale contro la guerra,[7] spezzone UDU e UDS a Roma molto numeroso.
- 13 marzo 2003 - mobilitazione europea di UDU e UDS contro gli accordi Gatts.
- marzo 2003 - scoppia la guerra in Iraq, mobilitazioni e occupazioni in moltissimi atenei.
- ottobre 2003 - Convention europea dell'ESIB a Palermo.
- 16 gennaio 2004 - assemblea nazionale a "La Sapienza", mobilitazione dei docenti, ricercatori, studenti contro il DDL Moratti sullo stato giuridico dei docenti.
- 24-25 marzo 2004 - elezioni nazionali del CNSU. Lista unitaria a sinistra: "Unione degli Universitari - sinistra studentesca". Affermazione della lista con quasi 60.000 voti, prima in tutti i collegi. Dodici eletti, di cui 4 dell'UDU.
- 23 aprile 2004 - manifestazione nazionale del mondo universitario: 10.000 tra docenti, ricercatori e studenti in corteo a Roma fino al Ministero. Presenti anche degli studenti dell'UDU che chiedono la modifica del nuovo Dpcm.[8]
- maggio 2004 - V Congresso nazionale a Bologna.
- aprile 2005 - VI congresso nazionale a Firenze. Al termine di un congresso molto teso si autosospendono dall'organizzazione le associazioni confederate di Napoli, Padova e Caserta. Delle tre solo la prima tornerà a pieno titolo nell'associazione. I temi di maggiore discordia riguardano il rapporto con la Cgil e con le giovanili di partito e la capacità dell'UDU di combinare movimenti sociali alla vertenzialità e alla rappresentanza.
- ottobre 2005 - A Roma, al Teatro Piccolo Eliseo, l'UDU, l'Unione degli Studenti e la Mutua Studentesca costituiscono la Commissione Costituente per la fondazione della Rete Studentesca, soggetto confederale che, in prospettiva, avrebbe l'obiettivo di unire i vari sindacati studenteschi in un soggetto più grande senza sciogliere le singole associazioni.
- autunno 2005 - Tra il mese di ottobre e novembre viene approvato da Camera e Senato il DDL Moratti sullo stato giuridico dei docenti. Nasce un movimento di studenti e ricercatori che porta alla occupazione di 13 facoltà alla Sapienza di Roma ma poco diffuso a livello nazionale. Il 25 ottobre, nel giorno dell'approvazione definitiva da parte della Camera 50.000 studenti manifestano fino a giungere davanti al Parlamento[9]. Sulle modalità di protesta e la radicalizzazione dei contenuti nasce una forte polemica interna. L'UDU Roma viene accusata di aver rinunciato ad esprimere la propria identità sindacale all'interno delle assemblee, di aver accettato modalità di lotta estranee alla storia dell'UDU assieme a soggetti estremisti e di aver appoggiato una posizione di totale contrarietà alla riforma universitaria del 3+2. D'altro canto l'UDU e le altre realtà respingono le accuse sottolineando l'importanza di essere stati presenti in un movimento che ha coinvolto migliaia di studenti e criticano l'esecutivo di burocratizzazione e di scarsa attenzione verso i movimenti sociali. La gestione dell'autunno determina divisioni anche all'interno della Commissione Costituente della Rete Studentesca e, in particolare, tra l'UDS e l'DSU.
- giugno-ottobre 2006 – Naufraga il progetto della Rete Studentesca. Il coordinamento nazionale dell'UDU vota un ordine del giorno con il quale sospende la propria attività all'interno della Commissione Costituente. La maggioranza dell'UDU e la minoranza dell'UDS provano ad costituire autonomamente il progetto della Rete in un'assemblea tenutasi a Monte S. Angelo (FG) ma il tentativo fallisce. A questa iniziativa Paolo Nerozzi segretario nazionale la Cgil, reagisce rompendo il protocollo d'intesa che la univa all'UDS dal 2002 e cessando il finanziamento annuale verso di essa. Con un ordine del giorno l'UDU rompe formalmente i rapporti con l'UDS. All'assemblea nazionale di Venezia, l'UDU conferma le decisioni prese nell'estate e critica i pesanti tagli del Governo Prodi sull'Università.
- primavera 2007 – L'UDU concentra la sua azione contro l'applicazione, da parte del ministro Mussi, del DM 270/04 sulla riforma dei corsi laurea e promuovendo ricorsi al Tar contro il numero chiuso. In vista delle elezioni per il rinnovo del CNSU nasce la lista UDU – Liste di sinistra e democratiche che vede assieme all'UDU, le giovanili dei Democratici di Sinistra e della Margherita. Alle elezioni la lista arriva prima, eleggendo 8 membri, ma le liste di destra eleggono assieme 20 candidati. Da una scissione interna all'Unione degli Studenti nasce la Rete degli Studenti (REDS), che gode fin dall'inizio di un protocollo d'intesa e di un finanziamento da parte della Cgil. L'UDU dichiara la sua equidistanza da REDS e UDS e di lavorare per la ricomposizione in un'unica associazione.
- autunno 2007 - Il 12 ottobre manifestazioni in tutte le città d'Italia di studenti delle scuole e delle Università. Gli universitari manifestano contro i tagli sul diritto allo studio nonché a seguito degli scandali dei test truccati per l'accesso ai corsi di medicina. La giornata assume un valore significativo essendo di poco successiva alle dichiarazioni del ministro dell'Economia Padoa Schioppa che definisce “bamboccioni” quei giovani studenti e lavoratori italiani colpevoli, a suo giudizio, essere mantenuti dai propri genitori.L'Unione degli Universitari e la Rete degli Studenti Medi in piazza a Bologna per la "Giornata nazionale della memoria e dell'impegno in ricordo delle vittime delle mafie", il 21 marzo 2015 con Libera.

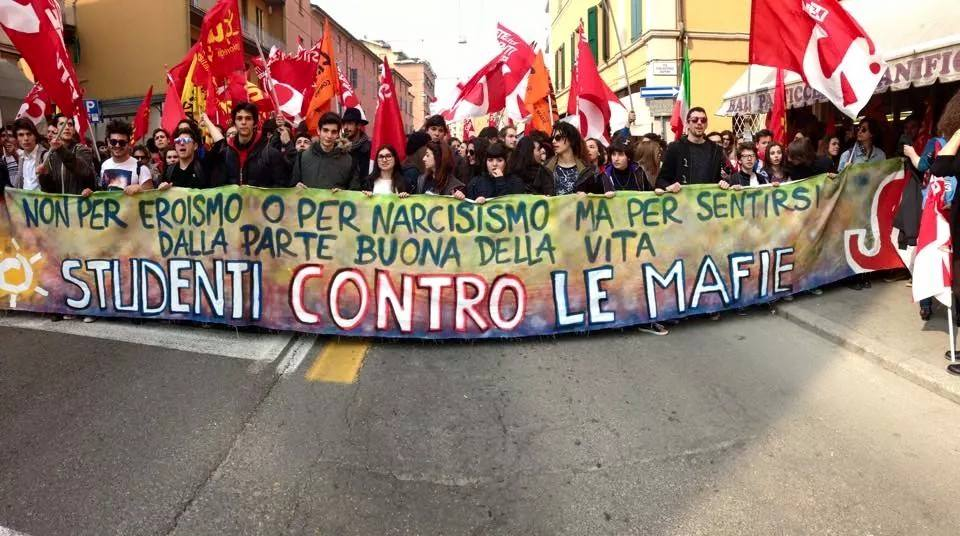
L'Unione degli Universitari e la Rete degli Studenti Medi in piazza a Bologna per la "Giornata nazionale della memoria e dell'impegno in ricordo delle vittime delle mafie", il 21 marzo 2015 con Libera.

- ottobre 2007 - VII Congresso Nazionale dell'UDU. Dopo un acceso e duro dibattito viene eletto un esecutivo condiviso da quasi tutta la platea congressuale con l'obiettivo di attuare decisioni condivise da tutta l'organizzazione.
- novembre-aprile 2007/2008 - Le maggiori forze dell'UDU vengono spese nella campagna per i ricorsi al Tar contro il numero chiuso. Si apre un confronto con il sottosegretario all'Università Nando Dalla Chiesa sulla riforma della legge quadro nazionale sul diritto allo studio che si interromperà con la caduta del Governo Prodi. A febbraio il Papa viene invitato all'Università Sapienza di Roma da parte del rettore Luigi Frati. Gli studenti dell'Università, tra cui quelli dell'UDU Roma, organizzano iniziative per contestare le scelte della Chiesa sui temi etici e, alla vigilia dell'appuntamento, il Papa rinuncia alla visita. L'esecutivo nazionale dell'UDU con un comunicato stampa critica il comportamento degli studenti. Il processo di ricomposizione tra Rete degli Studenti e Unione degli Studenti fallisce. La REDS si fonde con la struttura studentesca legata alla giovanile del PD, Studenti di Sinistra e a Idee Studentesche in Movimento, dando vita alla Rete degli Studenti Medi.
- autunno 2008 - Esplode la protesta di studenti medi e universitari contro il ministro Gelmini. La legge 133 taglia di 1.441, 5 milioni di € il fondo di finanziamento ordinario nel quinquennio 2009/2013, limita fortemente le assunzioni e rende possibile la trasformazione delle università in fondazioni di diritto privato. Di fronte a questa legge nasce il cosiddetto movimento dell'“Onda”. Le università di tutta Italia vengono bloccate e nascono forme di protesta alternative come le lezioni in piazza. L'UDU partecipa attivamente alla protesta nonché all'assemblea nazionale degli studenti del 14 novembre alla Sapienza di Roma. Sulla capacità di coordinamento a livello nazionale e di analisi politica da parte dell'esecutivo nonché sulla presenza dell'UDU all'interno dei movimenti sociali si ripropone, così come nel 2005, una dura battaglia politica all'interno dell'organizzazione.
- giugno 2009 – VIII Congresso nazionale dell'UDU. Al termine di un congresso durissimo viene eletto per soli quattro voti il nuovo esecutivo nazionale e il congresso termina senza l'approvazione di un documento politico (che verrà poi votato in autunno). Si pongono le basi a una scissione interna.
- ottobre 2009 - Scissione all'interno dell'UDU. L'11 ottobre, alla facoltà di Sociologia dell'Università Sapienza di Roma, nasce Link - Coordinamento Universitario[10] composta da quattro realtà dell'UDU (Roma, Napoli, Bari e Siena) e da altre associazioni universitarie esterne all'UDU. La nuova organizzazione si assesta su posizioni più radicali, movimentiste e rivendicando una propria autonomia economica e organizzativa.Il Ministro dell'Istruzione Stefania Giannini (al centro) riceve le critiche degli studenti alla riforma della "Buona Scuola" al Revolution Camp 2015 a Paestum in Campania. A sinistra il Coordinatore dell'Unione degli Universitari, a destra il Portavoce della Rete degli Studenti Medi.

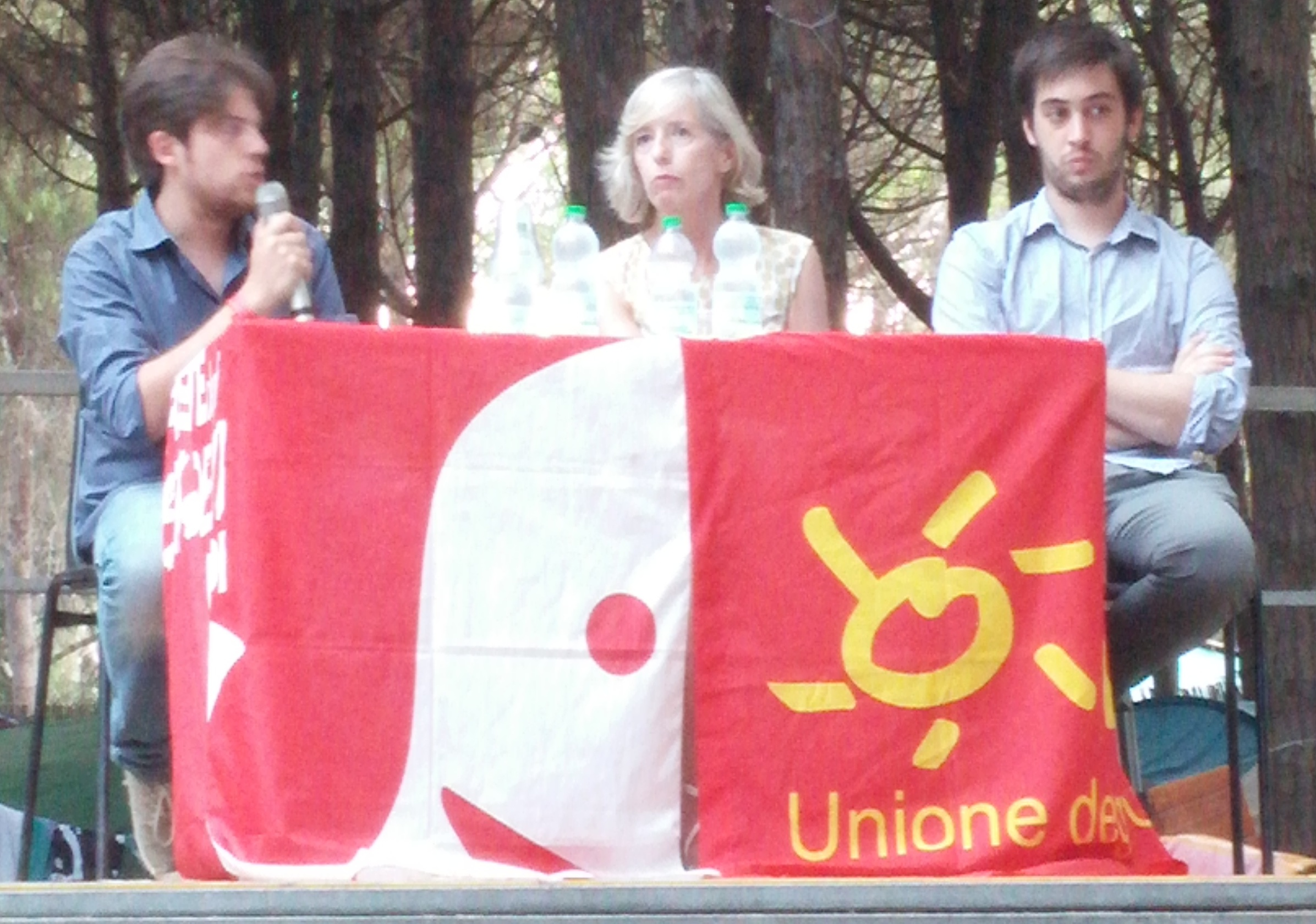
Il Ministro dell'Istruzione Stefania Giannini (al centro) riceve le critiche degli studenti alla riforma della "Buona Scuola" al Revolution Camp 2015 a Paestum in Campania. A sinistra il Coordinatore dell'Unione degli Universitari, a destra il Portavoce della Rete degli Studenti Medi.

### Dagli anni 2010 ad oggi
- maggio 2011 - IX Congresso Nazionale dell'UDU a Chianciano. Riportata al centro la politica in un Congresso in cui la commissione politica e la successiva assemblea plenaria non riuscirono a portare a termine la discussione del Documento Politico. Il nuovo esecutivo ha l'appoggio di tutte le basi confederali fatta eccezione per quella di Lecce.
- ottobre 2013 - X Congresso Nazionale dell'UDU a Bellaria, dal titolo "Oltre la crisi, un nuovo futuro". Dopo tre giorni di lavori, l'intero documento politico viene votato all'unanimità da tutti i delegati, confermando l'unità dell'organizzazione. Il decimo congresso, che vede anche le celebrazioni per il ventesimo anno d'età dell'UDU, elegge il nuovo esecutivo nazionale, anch'esso all'unanimità.
- ottobre 2014 - l'Unione degli Universitari dà vita, con la Rete degli Studenti Medi alla campagna nazionale "La Grande Bellezza siamo noi" contro la riforma della "Buona Scuola" del Ministro Stefania Giannini. Il 25 ottobre le due associazioni studentesche aderiscono allo Sciopero Generale della CGIL contro la Riforma del Lavoro promossa dal Governo Renzi detta "Jobs Act", ed aprono il corteo sindacale a Roma.[11][12][13]
- marzo 2015 - l'associazione aderisce con la Rete degli studenti medi alla Giornata della Memoria e dell'Impegno in ricordo delle vittime innocenti delle mafie organizzata da Libera a Bologna.
- settembre 2015 - XI Congresso Nazionale a Fiuggi, dal titolo "La conoscenza costruisce il domani". Dopo i tre giorni di lavori (28-29-30 settembre) sono rimaste da approvare le ultime 5 tesi (su 23), che saranno analizzate in un coordinamento nazionale ad hoc. È stato eletto all'unanimità in platea anche il nuovo esecutivo.
- maggio 2016 - L'Unione degli Universitari è la lista più votata a livello nazionale alle Elezioni del Consiglio nazionale degli studenti universitari, eleggendo 7 consiglieri con 38.060 voti e risultando la prima lista nei distretti Nord Est ed Italia Centrale.[14][15]
- luglio 2016 - XII Congresso Nazionale a Marina di Massa (MS), dal titolo "Interrogare i bisogni, organizzare le risposte". Dopo tre giorni di lavori (27-28-29 luglio), l'intero documento politico è stato votato all'unanimità da tutti i delegati.
- 21 ottobre 2016 - Anna Azzalin dell'Unione degli Universitari di Padova è eletta Presidente del Consiglio nazionale degli studenti universitari. Il gruppo UDU in CNSU è guidato da Carlo Garau dell'Università Roma Tre.

- Nel settembre 2018 si svolge a Trevi il XIII Congresso dell'organizzazione. Dal titolo è "Siamo realisti, esigiamo l'impossibile!", durerà tre giorni, dal 16 al 18 settembre, ed eleggerà il nuovo esecutivo nazionale.

- Nel marzo 2021, in emergenza pandemica, l'UDU tornerà a congresso per la XIV volta e dopo sei giorni di lavori elegge all'unanimità il nuovo esecutivo nazionale.
- Maggio 2022 l'Unione degli Universitari è la lista più votata a livello nazionale alle Elezioni del Consiglio nazionale degli studenti universitari, eleggendo 9 consiglieri con 32.698 voti. A novembre l'UDU eleggerà la consigliera Alessia Conti dell'Università di Padova come presidente dell'organo [16].
- Agosto 2022 si tiene l'Assemblea Nazionale presso Tarquinia durante il Revolution Camp - Il Villaggio Studentesco: l'UDU approva il documento politico elaborato durante i tavoli di lavoro svolti durante il campeggio.
- Dicembre 2022 si svolge il XV Congresso, dal titolo "L'alba dentro l'imbrunire", si svolge a Nocera Umbra ed elegge all'unanimità delle basi presenti al momento della votazione l'esecutivo nazionale, composto da Camilla Piredda come Coordinatrice, Niccolò Piras come Responsabile Organizzazione, Alessia Polisini, Simone Agutoli, Margherita Esposito e Federico Amalfa come membri dell'esecutivo.
- Luglio 2024 in occasione dei 30 anni dalla fondazione del sindacato, il XVI Congresso, dal titolo "Per realizzare l'impossibile", si svolge a Paestum durante il Revolution Camp - Il Villaggio Studentesco. L'UDU approva il documento politico ed elegge all'unanimità delle basi presenti al momento della votazione l'esecutivo nazionale, composto da Alessandro Bruscella come Coordinatore, Pierluigi Marini come Responsabile Organizzazione, Damiano Di Giovanni, Sabrina Loparco, Noemi Cottone e Anna Tesi come membri dell'esecutivo.[2][17]

## Coordinatori nazionali
| Coordinatore         | Congresso                                            | Mandato        | Mandato        |
| Coordinatore         | Congresso                                            | Inizio         | Fine           |
| -------------------- | ---------------------------------------------------- | -------------- | -------------- |
| Francesco Pierri     | Congresso fondativo                                  | dicembre 1994  | aprile 1997    |
| Luca Lani            | I                                                    | aprile 1997    | dicembre 1998  |
| Francesco Sinopoli   | II                                                   | dicembre 1998  | ottobre 2001   |
| Andrea Serra         | III                                                  | ottobre 2001   | gennaio 2003   |
| Luca D'Innocenzo     | IV                                                   | gennaio 2003   | maggio 2004    |
| Triestino Mariniello | V                                                    | maggio 2004    | dicembre 2004  |
| Daniele Giordano     | VI                                                   | dicembre 2004  | ottobre 2007   |
| Federica Musetta     | VII                                                  | ottobre 2007   | giugno 2009    |
| Giorgio Paterna      | VIII                                                 | giugno 2009    | maggio 2011    |
| Michele Orezzi       | IX                                                   | maggio 2011    | ottobre 2013   |
| Gianluca Scuccimarra | X - Oltre la crisi, un nuovo futuro                  | ottobre 2013   | settembre 2015 |
| Jacopo Dionisio      | XI - La conoscenza costruisce il domani              | settembre 2015 | luglio 2016    |
| Elisa Marchetti      | XII - Interrogare i bisogni, organizzare le risposte | luglio 2016    | settembre 2018 |
| Enrico Gulluni       | XIII - Siamo realisti, esigiamo l'impossibile!       | settembre 2018 | marzo 2021     |
| Giovanni Sotgiu      | XIV - Vola solo chi osa farlo                        | marzo 2021     | dicembre 2022  |
| Camilla Piredda      | XV - L'alba dentro l'imbrunire                       | dicembre 2022  | luglio 2024    |
| Alessandro Bruscella | XVI - Per realizzare l'impossibile                   | luglio 2024    | in carica      |

## Città confederate
L'UDU è composta da 28 basi confederali, ossia:
- Ancona
- Bologna
- Brescia
- Cagliari
- Catania
- Ferrara
- Firenze
- Forlì
- L'Aquila
- Lecce
- Messina
- Milano
- Modena
- Napoli
- Padova
- Palermo
- Parma
- Pavia
- Perugia
- Pisa
- Roma
- Salerno
- Sassari
- Teramo
- Torino
- Trento
- Venezia
- Verona

Oltre a queste 28 realtà, l'UDU ha un patto di lavoro, cioè collabora strettamente, con Officina Universitaria di Macerata, 360 Gradi Chieti, Studenti Per UDU di Siena, UDU Udine, UDU Trieste, Percorso Viterbo, Sinistra Universitaria Genova, Cusas Benevento, e con le ex basi Link di Bari, Foggia e Lecce.
L'UDU, essendo un'organizzazione confederale di ispirazione sindacale, è plurale al suo interno, autonoma e indipendente dai partiti.
Ha inoltre, in quanto sindacato studentesco dichiaratamente di sinistra, un rapporto di collaborazione politica e un patto di lavoro con il sindacato dei lavoratori della CGIL e promuove con questo sindacato eventi e manifestazioni, percependo da esso un finanziamento annuo.
Essa inoltre collabora con la Rete degli studenti medi, un'associazione di stampo sindacalistico mirata agli studenti delle scuole secondarie di secondo grado.

## Risultati al CNSU
| Circoscrizione I: Nord Est | Voti   | %     | Seggi |
| -------------------------- | ------ | ----- | ----- |
| 2004                       | 16.136 | 46,71 | 4 / 7 |
| 2007                       | 9.304  | 33,99 | 2 / 7 |
| 2010                       | 16.430 | 45,51 | 3 / 7 |
| 2013                       | 8.761  | 37,71 | 3 / 7 |
| 2016                       | 7.994  | 32,70 | 2 / 7 |
| 2019                       | 7.378  |       | 3 / 7 |
| 2022                       | 9.798  |       | 4 / 7 |
| 2025                       | 10.408 | 34,74 | 4 / 7 |

| Circoscrizione II: Nord Ovest | Voti   | %     | Seggi |
| ----------------------------- | ------ | ----- | ----- |
| 2004                          | 13.453 | 39,89 | 3     |
| 2007                          | 13.706 | 35,31 | 3     |
| 2010                          | 12.277 | 39,23 | 3     |
| 2013                          | 6.283  | 23,47 | 2     |
| 2016                          | 4.673  | 19,16 | 1     |
| 2019                          | 4.715  |       | 1     |
| 2022                          | 3.202  |       | 1     |
| 2025                          | 2.857  | 14,61 | 1     |

| Circoscrizione III: Centro | Voti   | %     | Seggi |
| -------------------------- | ------ | ----- | ----- |
| 2004                       | 12.466 | 35,84 | 3     |
| 2007                       | 11.738 | 30,04 | 2     |
| 2010                       | 15.194 | 34,25 | 3     |
| 2013                       | 9.795  | 26,09 | 2     |
| 2016                       | 8.323  | 31,67 | 2     |
| 2019                       | 9.949  |       | 3     |
| 2022                       | 6.047  | 23,04 | 2     |
| 2025                       | 9.859  | 29,19 | 2     |

| Circoscrizione IV: Sud | Voti   | %     | Seggi |
| ---------------------- | ------ | ----- | ----- |
| 2004                   | 17.785 | 24,34 | 2     |
| 2007                   | 13.032 | 18,05 | 1     |
| 2010                   | 13.596 | 15,25 | 1     |
| 2013                   | 15.517 | 21,04 | 2     |
| 2016                   | 17.078 | 20,23 | 2     |
| 2019                   | 16.715 |       | 2     |
| 2022                   | 13.651 |       | 2     |
| 2025                   | 16.347 | 21.92 | 2     |

| Totale nazionale | Voti   | %           | Seggi   | Esito       |
| ---------------- | ------ | ----------- | ------- | ----------- |
| 2004             | 59.840 | 34,69 (1.º) | 12 / 28 | Presidenza  |
| 2007             | 47.780 | 26,92 (1.º) | 8 / 28  | Opposizione |
| 2010             | 57.497 | 28,62 (1.º) | 10 / 28 | Opposizione |
| 2013             | 37.406 | 25,82 (1.º) | 9 / 28  | Presidenza  |
| 2016             | 38.068 | 23,86 (1.º) | 7 / 28  | Presidenza  |
| 2019             | 38.757 | 24,7 (1.º)  | 9 / 28  | Presidenza  |
| 2022             | 32.698 | 24,2 (1.º)  | 9 / 28  | Presidenza  |
| 2025             | 39.471 | 25,00 (1.º) | 9 / 28  | in corso    |

## Simbologia

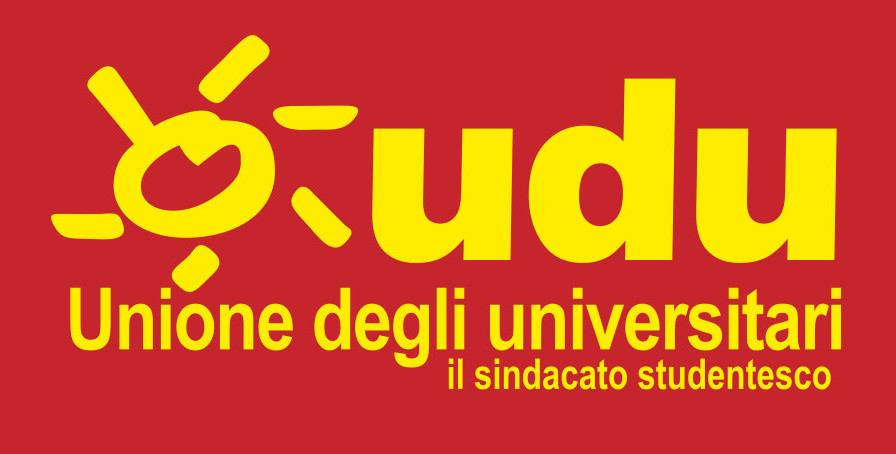
Logo in uso dal 1994